# Щедрый вечер (фильм)
«Щедрый вечер» (укр. Щедрий вечір) — советский цветной широкоэкранный художественный фильм, продолжение фильма «Гуси-лебеди летят», снятый режиссёром Александром Муратовым на киностудии имени Александра Довженко в 1976 году.
Экранизация одноимённой повести Михаила Стельмаха.
Премьера фильма состоялась 11 октября 1977 года.

## Сюжет
В начале 1920-х годов Михайлик с матерью живёт в селе на Подолье. Его отец, вернувшись с фронта, сталкивается с жадными родственниками, которые отбирают у них дом. Комитет бедноты помогает построить новый, но кулаки поджигают его, ненавидя отца за его активность. Несмотря на все трудности, Михайлик сохраняет надежду на победу своего отца и светлое будущее.

## В ролях
- Владимир Чубарев — Михайлик
- Виктор Мирошниченко — Панас, отец Михайлика
- Галина Демчук — Ганна, мама Михайлика
- Лиля Суддя — Люба
- Павлик Река — Иван
- Семён Лихогоденко — Владимир
- Виталий Расстальной — Сергей
- Владимир Волков — Микола
- Юнона Яковченко — Явдоха
- Фёдор Стригун — Себастьян
- Лариса Лукашевич — Марьяна

## Съёмочная группа
- Режиссёр: Александр Муратов
- Сценарист: Михаил Стельмах
- Оператор: Василий Курач
- Художник: Владимир Цырлин
- Звукорежиссёр: Зоя Копистинская
- Композитор: Мирослав Скорик